# 気仙沼駅
気仙沼駅（けせんぬまえき）は、宮城県気仙沼市古町にある、東日本旅客鉄道（JR東日本）の駅ならびにバス停留所である。
鉄道駅としては大船渡線の単独駅かつ終着駅である。バス停留所としては気仙沼線BRTと大船渡線BRTが乗り入れている。本項ではこれらを一括して扱う。
宮城県の鉄道駅としては最北端及び最東端に位置している。気仙沼市で唯一の鉄道駅である（2020年〈令和2年〉以降）。

## 歴史
- 1929年（昭和4年）7月31日：鉄道省大船渡線の駅として開業[2]。
- 1956年（昭和31年）4月11日：気仙沼港駅までの貨物支線（大船渡線所属）が開業[3]。
- 1957年（昭和32年）2月11日：気仙沼線が開業[3]。貨物支線は気仙沼線の所属となるとともに、起点を南気仙沼駅に変更[3]。
- 1975年（昭和50年）1月15日：みどりの窓口を設置。
- 1984年（昭和59年）2月1日：貨物の取り扱いを廃止[2]。
- 1985年（昭和60年）3月14日：荷物の扱いを廃止[2]。
- 1987年（昭和62年）4月1日：国鉄分割民営化に伴い、JR東日本の駅となる[2][3]。
- 2002年（平成14年）：東北の駅百選に選定される。
- 2011年（平成23年）
  - 3月11日：東日本大震災により営業休止。
  - 4月1日：大船渡線一ノ関 - 当駅までが運転再開。
- 2012年（平成24年）
  - 8月20日：気仙沼線柳津駅 - 当駅間がBRT（バス高速輸送システム）により仮復旧[報道 1]。
  - 12月2日：「漁港のまち」を象徴する駅舎にリニューアル[報道 2][新聞 1]。
- 2013年（平成25年）3月2日：大船渡線当駅 - 盛駅間がBRTにより仮復旧。
- 2014年（平成26年）4月17日：気仙沼線BRTが専用道延伸により当駅構内に乗り入れ[報道 3]。
- 2015年（平成27年）3月14日：大船渡線BRTが専用道延伸により当駅構内に乗り入れ[報道 4]。
- 2020年（令和2年）4月1日：気仙沼線柳津駅 - 当駅間および大船渡線当駅 - 盛駅間の鉄道事業が廃止され[報道 5][報道 6]、鉄道駅としては大船渡線単独駅となり、かつ88年ぶりに同線の終着駅となる。
- 2022年（令和4年）3月12日：気仙沼駅と気仙沼BRT営業所を統合し、気仙沼統括センターとなる。
- 2024年（令和6年）10月1日：大船渡線一ノ関方面でえきねっとQチケのサービスを開始[1][報道 7]。

## 駅構造
当駅は地上駅形態であるが、バス専用道路上に設置されたBRTのりばと、鉄道のプラットホーム設備が同一構内を共有する特殊な構造となっている。また、BRTのりばと鉄道ホームは通しの番号が振られている。
鉄道の大船渡線は島式ホーム1面2線の構造で、他に側線を有する。構造上3番線ホームは新月寄りに位置し、切欠きホームのような形状となっている。
BRTのりばは、駅舎と大船渡線ホームの間に挟まれた専用道の待避所に面して設けられ、駅舎側が「1番線」、大船渡線ホーム側が「2番線」と案内される。東側に駅前ロータリーと接続するBRTの回送路が設けられており、さらに東側、専用道を盛駅方面に少し進んだ先に気仙沼線BRT用の回転場が設けられている。
木造駅舎を有し、駅舎とBRT2番線・大船渡線ホームの間は専用道を横断して連絡する。みどりの窓口、自動券売機（鉄道用）、NewDaysが設置されている。直営駅（営業総括助役配置）であり、管理駅として、大船渡線の千厩駅 - 盛駅間、気仙沼線の本吉駅 - 不動の沢駅間の各駅を管理している。また駅とBRT営業所が営業統括センターへ統合されたことに伴い、BRT関係の管理業務も担当している。なおBRTは全て車内精算であることから、当駅での改札業務は大船渡線の列車のみ実施している。
かつては単式ホーム1面1線と島式ホーム1面2線、計2面3線を有し、ホーム有効長は、1番線4両、2・3番線6両までとなっていた。一部の大船渡線の列車は、当駅で増解結を行っていた。
BRTの運行開始当初は、駅舎を出て左側にある観光案内所に隣接するバス停で発着していた。2014年（平成26年）の改良工事により、1番線と2番線の間の線路敷地をかさ上げし専用道化され、気仙沼線BRTが構内から発着するようになった。鉄道時代の2番線は東側が専用道・BRTのりばに転用され、一ノ関側に残った線路部分が新たに3番線となった。さらに、旧・3番線の線路上にホームを拡幅し、側線を新たに4番線とした。2015年（平成27年）には上鹿折方面（「気仙沼駅前」停留所から発着）を除く大船渡線BRTも乗り入れを開始した。これにより、改札口からすべてののりばへ階段なしで移動できるようになった。
東日本大震災後の三陸地区の活性化貢献を狙って、2012年（平成24年）に駅舎のリニューアルが行われた。駅のテーマは「漁港のまち」で、駅舎入口に三陸海岸の岩を模したアプローチゲートが設置されている。2008年（平成20年）の仙台・宮城デスティネーションキャンペーンに合わせて、地元の画家によってメカジキの突きん棒漁が屋根に描かれていたが、このリニューアルで同じ画家によるメカジキと漁民の格闘の絵に描き直された。
受験シーズンには合格祈願の験担ぎとして、鉄道車両の空転防止に用いられる砂が配られている。

### のりば
| 番線 | 路線              | 行先             |
| ---- | ----------------- | ---------------- |
| 1    | ■気仙沼線BRT      | 本吉・柳津方面   |
| 1    | ■大船渡線BRT      | 降車専用         |
| 2    | ■気仙沼線BRT      | 降車専用         |
| 2    | ■大船渡線BRT      | 陸前高田・盛方面 |
| 3・4 | ■大船渡線（鉄道） | 一ノ関方面       |

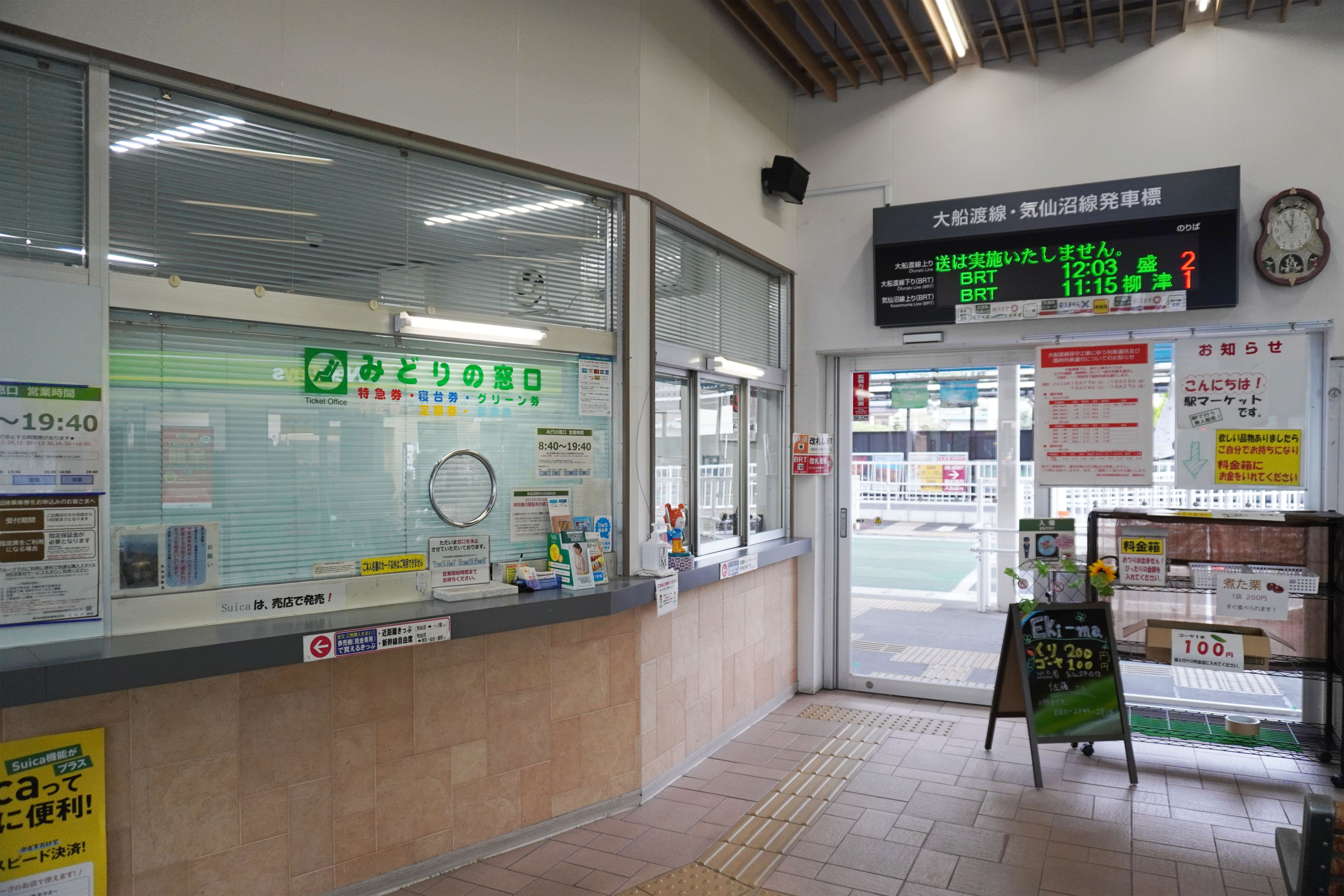
改札口（2023年10月）
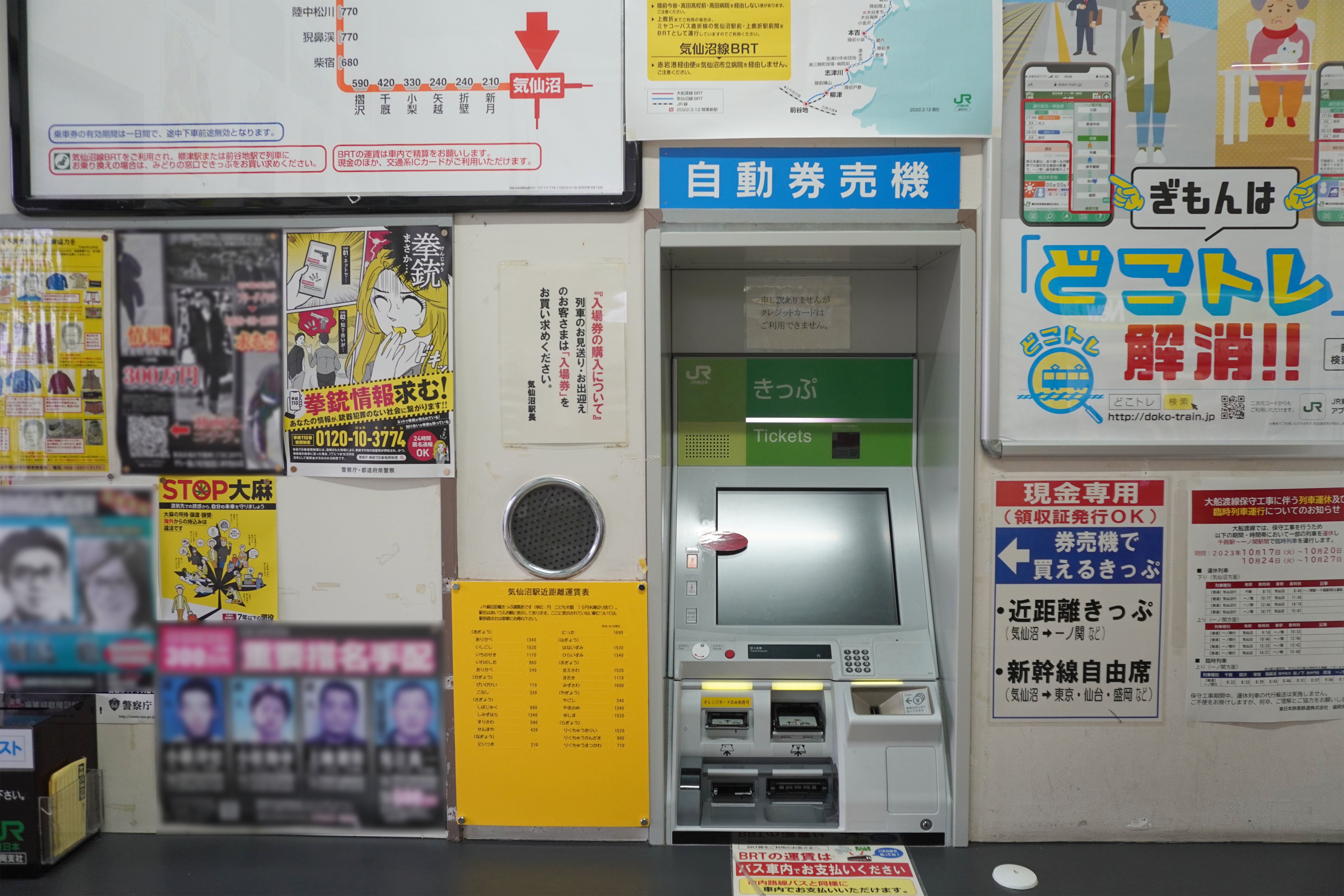
自動券売機（2023年10月）
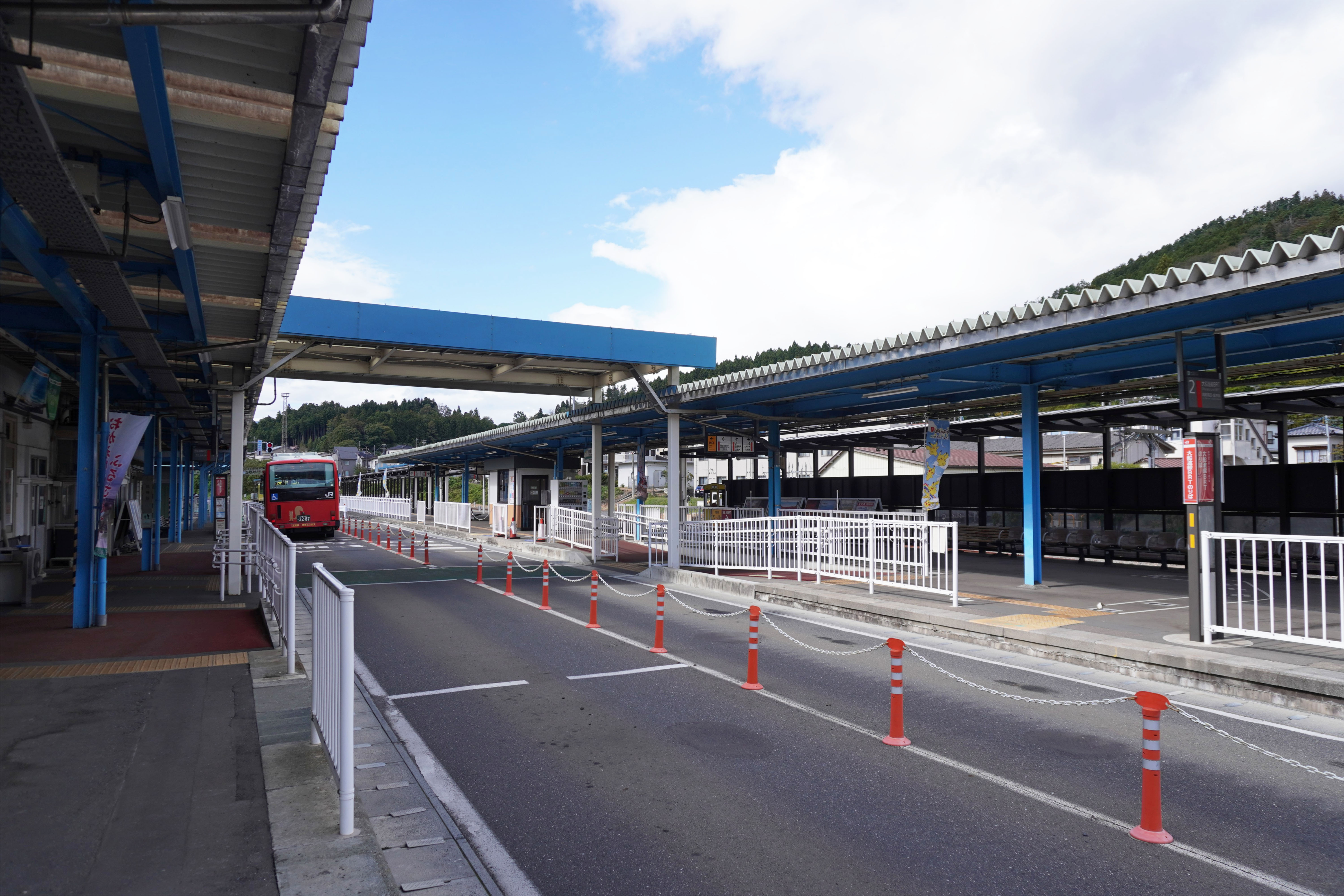
現在の気仙沼駅ホーム。1・2番線はBRTのりばとなり、列車は3・4番線に発着する。（2023年10月）
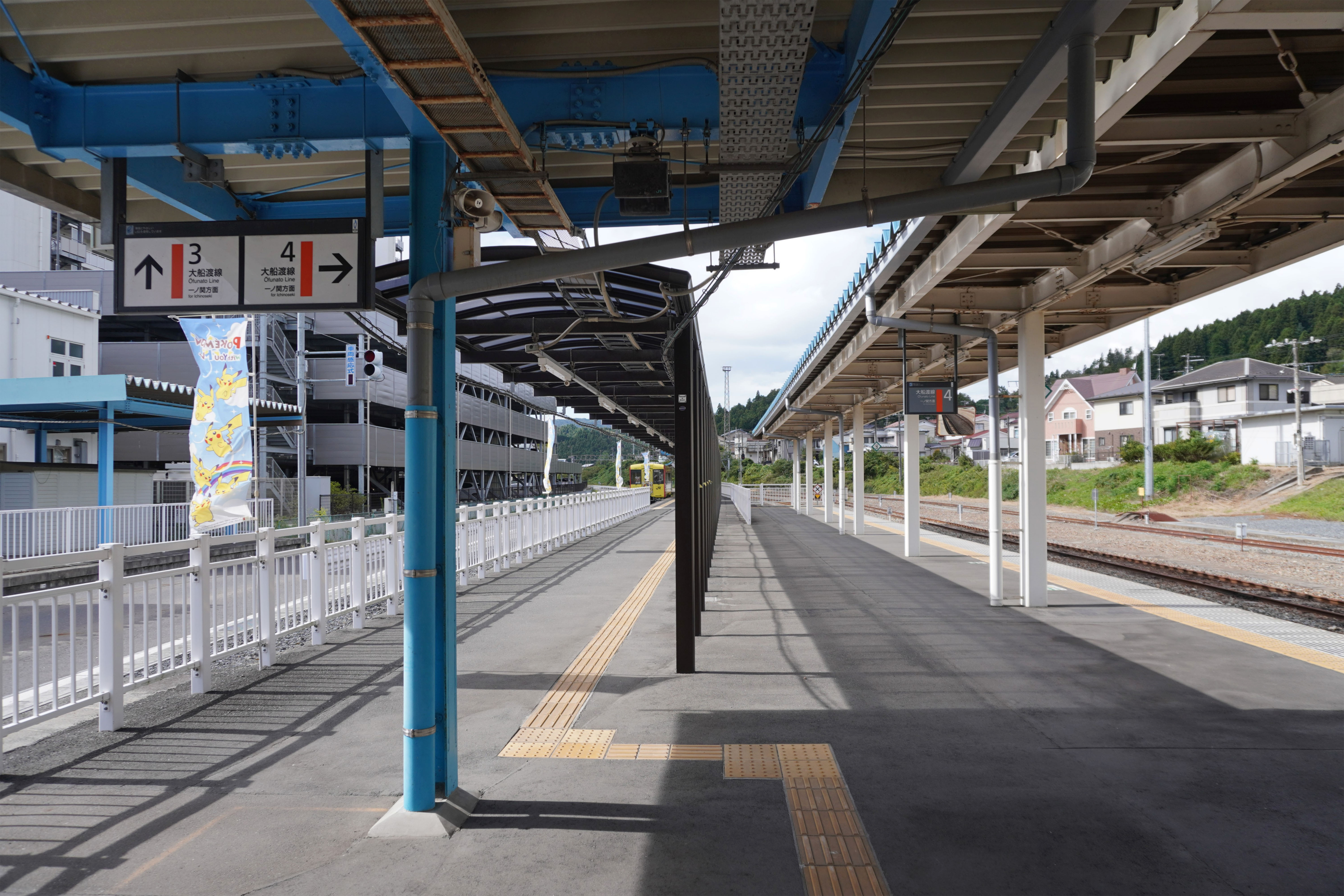
現在の気仙沼駅ホーム。奥が3番線（切り欠き式）、右が4番線。（2023年10月）
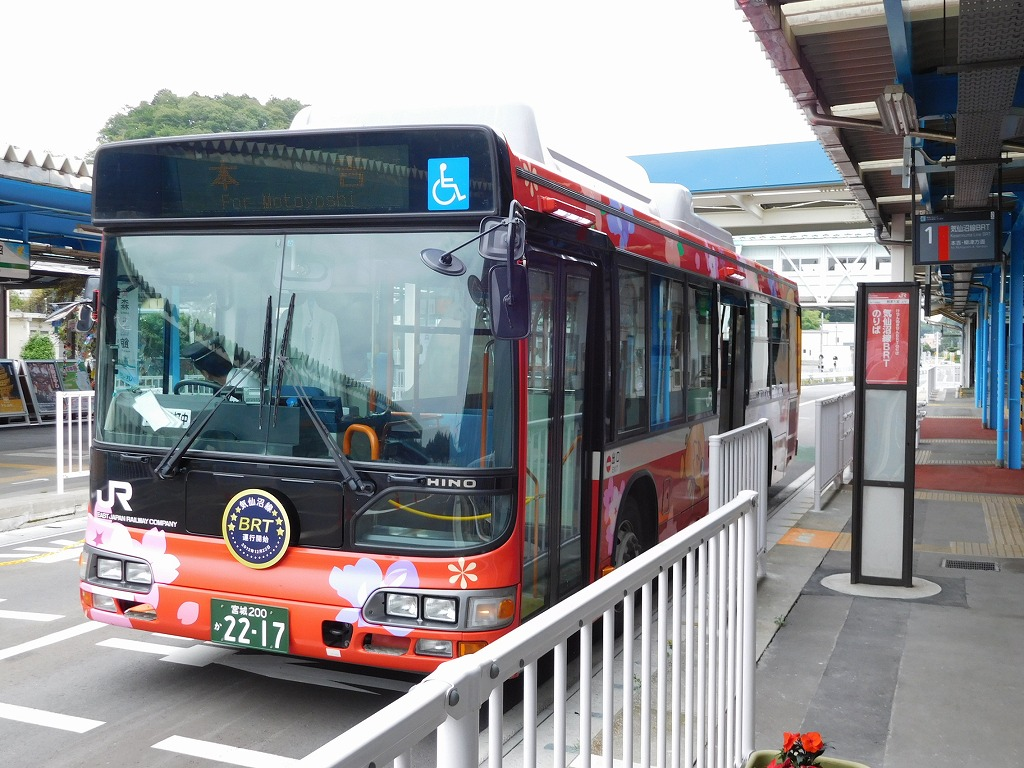
1番線で発車を待つ気仙沼線BRT（2015年7月）
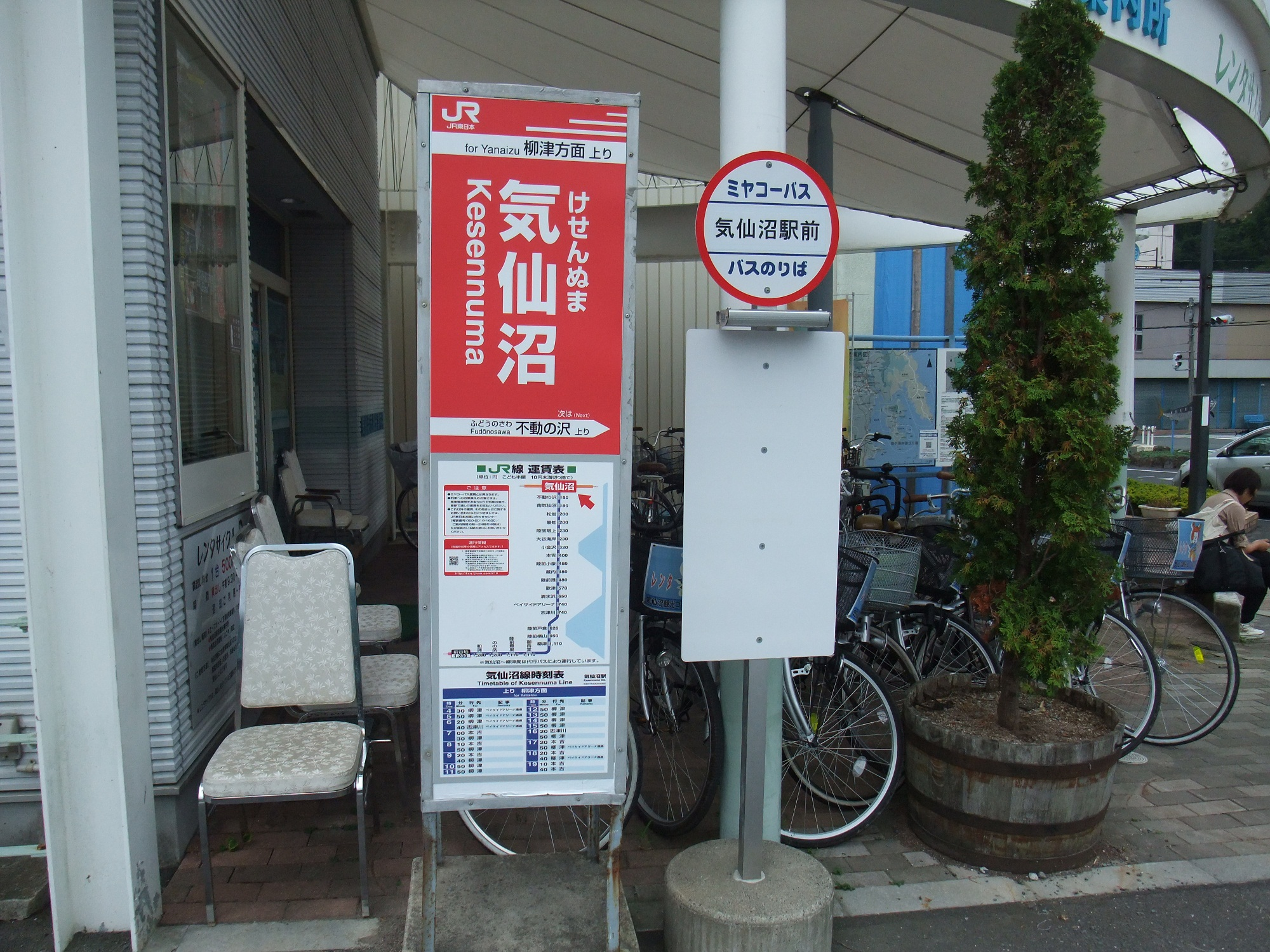
BRT運行開始当時の駅名標。かつては駅前広場からBRTが発着していた。（2012年9月）

東日本大震災以前
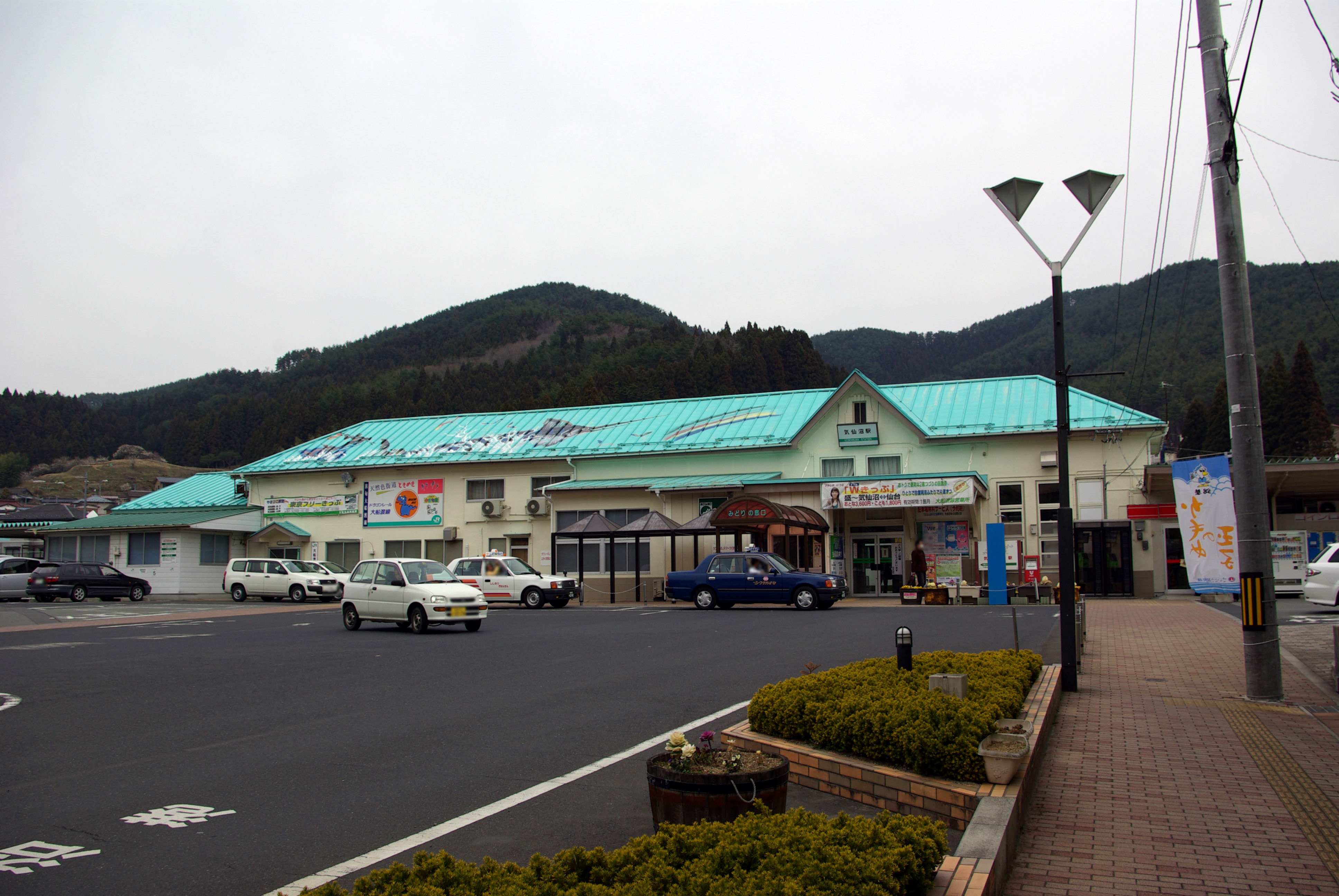
改装前の駅舎（2009年4月）
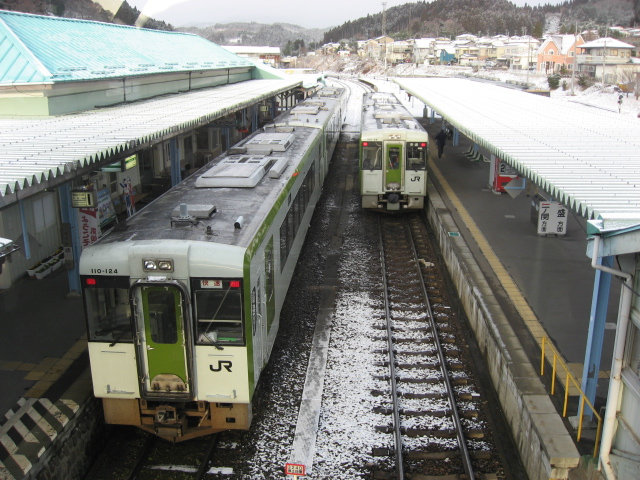
東日本大震災前の1･2番線ホーム。1番線（画像左）に停車しているのは快速「南三陸」。（2008年1月）

## 利用状況
JR東日本によると、2023年度（令和5年度）の鉄道の1日平均乗車人員は139人である。また、BRTにおける1日平均乗車人員は、気仙沼線が73人、大船渡線が60人である。
2000年度（平成12年度）以降の推移は以下のとおりである。なお、気仙沼線の柳津駅 - 当駅間と大船渡線の当駅 - 盛駅間は東日本大震災後にBRTによる復旧をしたため、2011年度（平成23年度）以前の統計は鉄道運行時のみのものとなっている。また、2012年度（平成24年度）については、BRTの利用状況は開示されていない。
| 1日平均乗車人員推移 | 1日平均乗車人員推移 | 1日平均乗車人員推移 | 1日平均乗車人員推移 | 1日平均乗車人員推移 | 1日平均乗車人員推移 | 1日平均乗車人員推移        |
| 年度                | 鉄道                | 鉄道                | 鉄道                | BRT                 | BRT                 | 出典                       |
| 年度                | 定期外              | 定期                | 合計                | 気仙沼線            | 大船渡線            | 出典                       |
| ------------------- | ------------------- | ------------------- | ------------------- | ------------------- | ------------------- | -------------------------- |
| 2000年（平成12年）  |                     |                     | 378                 | 未開業              | 未開業              | [ 利用客数 2 ]             |
| 2001年（平成13年）  |                     |                     | 346                 | 未開業              | 未開業              | [ 利用客数 3 ]             |
| 2002年（平成14年）  |                     |                     | 302                 | 未開業              | 未開業              | [ 利用客数 4 ]             |
| 2003年（平成15年）  |                     |                     | 292                 | 未開業              | 未開業              | [ 利用客数 5 ]             |
| 2004年（平成16年）  |                     |                     | 313                 | 未開業              | 未開業              | [ 利用客数 6 ]             |
| 2005年（平成17年）  |                     |                     | 316                 | 未開業              | 未開業              | [ 利用客数 7 ]             |
| 2006年（平成18年）  |                     |                     | 322                 | 未開業              | 未開業              | [ 利用客数 8 ]             |
| 2007年（平成19年）  |                     |                     | 318                 | 未開業              | 未開業              | [ 利用客数 9 ]             |
| 2008年（平成20年）  |                     |                     | 315                 | 未開業              | 未開業              | [ 利用客数 10 ]            |
| 2009年（平成21年）  |                     |                     | 308                 | 未開業              | 未開業              | [ 利用客数 11 ]            |
| 2010年（平成22年）  |                     |                     | 287                 | 未開業              | 未開業              | [ 利用客数 12 ]            |
| 2011年（平成23年）  | 非公表              | 非公表              | 非公表              | 未開業              | 未開業              |                            |
| 2012年（平成24年）  | 196                 | 65                  | 261                 | 未開業              | 未開業              | [ 利用客数 13 ]            |
| 2013年（平成25年）  | 220                 | 30                  | 250                 | 92                  | 65                  | [ 利用客数 14 ] [ BRT 2 ]  |
| 2014年（平成26年）  | 214                 | 23                  | 237                 | 96                  | 77                  | [ 利用客数 15 ] [ BRT 3 ]  |
| 2015年（平成27年）  | 205                 | 32                  | 237                 | 101                 | 79                  | [ 利用客数 16 ] [ BRT 4 ]  |
| 2016年（平成28年）  | 184                 | 24                  | 209                 | 93                  | 69                  | [ 利用客数 17 ] [ BRT 5 ]  |
| 2017年（平成29年）  | 178                 | 26                  | 205                 | 101                 | 67                  | [ 利用客数 18 ] [ BRT 6 ]  |
| 2018年（平成30年）  | 167                 | 29                  | 196                 | 125                 | 73                  | [ 利用客数 19 ] [ BRT 7 ]  |
| 2019年（令和元年）  | 158                 | 34                  | 192                 | 135                 | 86                  | [ 利用客数 20 ] [ BRT 8 ]  |
| 2020年（令和02年）  | 64                  | 30                  | 94                  | 87                  | 58                  | [ 利用客数 21 ] [ BRT 9 ]  |
| 2021年（令和03年）  | 79                  | 36                  | 115                 | 59                  | 54                  | [ 利用客数 22 ] [ BRT 10 ] |
| 2022年（令和04年）  | 102                 | 33                  | 136                 | 74                  | 60                  | [ 利用客数 23 ] [ BRT 11 ] |
| 2023年（令和05年）  | 113                 | 26                  | 139                 | 73                  | 60                  | [ 利用客数 1 ] [ BRT 1 ]   |

## 駅周辺

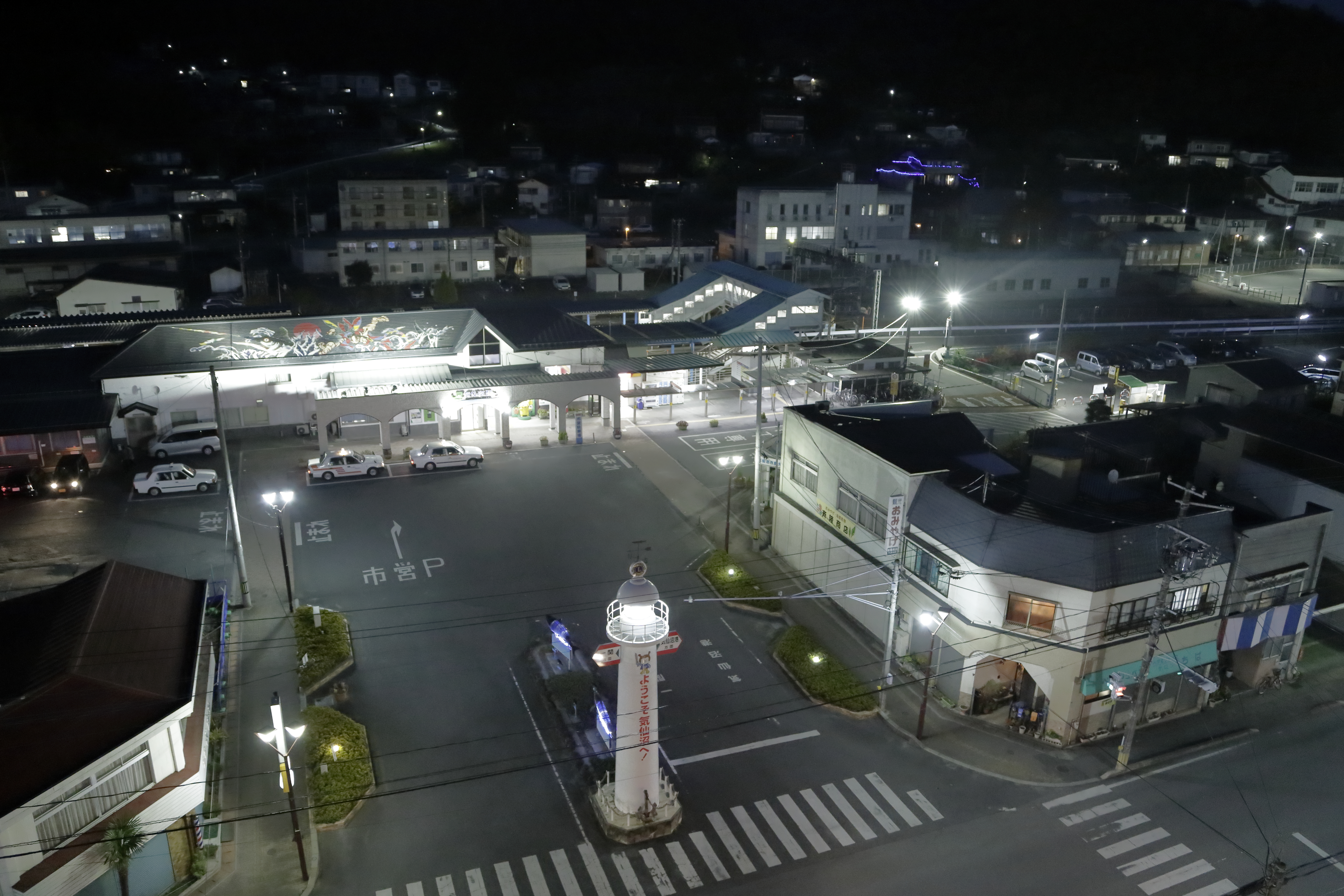
駅前（2016年11月）

気仙沼市は日本でも有数の漁業の要衝であり、「潮の香りがする素朴な駅」として気仙沼駅は東北の駅百選に選定された。ただし、気仙沼駅は気仙沼市の中心市街地の外れに位置しているため、街の中心駅としての機能を南気仙沼駅に譲っていた。2011年の東日本大震災による津波で南気仙沼駅周辺などが甚大な被害を受けた一方、高台にある当駅周辺はほぼ浸水せず、BRTへの移行後は気仙沼市で唯一営業している鉄道駅となった。
- 気仙沼古町郵便局
- 気仙沼税務署
- 宮城県道26号気仙沼唐桑線
- 国道284号
- 補陀寺
- 気仙沼信用金庫駅前支店
- 岩手銀行気仙沼支店
- 観光案内所（駅ロータリー内）

## バス路線
駅前を通る気仙沼街道（旧国道284号）に「気仙沼駅前」停留所があり、発着する路線は以下の通りである。
- ミヤコーバス
  - 新月線
  - 鹿折金山線（気仙沼駅前 - 上鹿折駅前の区間は大船渡線BRTとして運行）
  - 大島線
- 岩手県交通
  - 一関気仙沼線
  - 一関大船渡線
- 受託事業者が不定[注 1]の路線
  - 市内中央循環線
  - 金成沢線
  - 上廿一線

## 隣の駅
東日本旅客鉄道（JR東日本）
■大船渡線
- 臨時快速「ポケモントレイン気仙沼号」発着駅

■普通
新月駅 - 気仙沼駅

### かつて存在した路線
東日本旅客鉄道（JR東日本）
■大船渡線
気仙沼駅 - 鹿折唐桑駅
■気仙沼線
不動の沢駅 - 気仙沼駅

## 隣の停留所
東日本旅客鉄道（JR東日本）
■大船渡線BRT
盛方面
□快速・■普通
気仙沼駅 - 内湾入口（八日町）駅
上鹿折方面*
気仙沼駅（気仙沼駅前） - （この間9停留所） - 鹿折唐桑駅（鹿折唐桑駅前）
*:ミヤコーバス鹿折金山線の一部区間を大船渡線BRTとして運行。
■気仙沼線BRT
東新城駅 - 気仙沼駅

### 記事本文